# Régiment aéroporté canadien
Le Régiment aéroporté canadien (Canadian Airborne Regiment en anglais) était une formation parachutiste des Forces armées canadiennes active de 1968 à 1995. 

## Organisation
Il ne s'agissait pas d'un régiment administratif selon la tradition britannique, mais plutôt d'une formation tactique dont les membres provenaient d'autres régiments.
Dans les années 1980, les trois régiments d'infanterie régulière canadiens fournissent chacune une compagnie qui font un roulement annuellement.

## Histoire

### Opérations

#### Au Canada
Le Régiment aéroporté canadien fut déployé domestiquement à deux reprises. La première fois en 1970 lors de la crise d'Octobre au Québec et la seconde fois en 1976 afin de fournir du soutien anti-terrorisme lors des Jeux olympiques de Montréal.

#### À Chypre
Le premier déploiement outre-mer du Régiment aéroporté canadien fut à Chypre en 1974 comme casque bleu.

#### En Somalie
À la fin de l'année 1992, le Régiment aéroporté canadien fut déployé en Somalie avec un effectif de 900 soldats dans le cadre de l'opération Deliverance (en) sous l'opération plus générale menée par les États-Unis, l'opération Restore Hope.
Le Régiment fut démantelé à la suite de cette mission sur l'ordre du Premier ministre Jean Chrétien pour son implication dans la torture et la mort d'un adolescent somalien prit en train de voler dans leur campement en 1993, ainsi que des actes controversés dans leurs camps d'entraînement.

## Antiféminisme
Le Régiment aéroporté canadien se démarquera également par l'adhésion de certains de ses membres au pan extrême du courant masculiniste et antiféministe. La chercheuse Mélissa Blais relève en effet que la mémoire du tueur antiféministe Marc Lépine aurait été commémorée par certaines personnes au cours des années 1990.

## Linéage
Le Régiment aéroporté canadien reprend l'histoire et les honneurs de bataille du 1er Bataillon parachutiste et du 1er Détachement du service spéciale, deux unités ayant combattu au cours de la Seconde Guerre mondiale.

## Annexe